# Heraclia poggei
Espèce
Synonymes
- Eusemia poggei Dewitz, 1879

Heraclia poggei est une espèce de lépidoptères de la famille des Noctuidae.